# 卡尔萨克德居尔松
卡尔萨克德居尔松（法語：Carsac-de-Gurson，法語發音：[kaʁsak də ɡyʁsɔ̃]）是法国多尔多涅省的一个市镇，属于贝尔热拉克区。

## 地理
卡尔萨克德居尔松（44°56'49"N, 0°5'25"E）面积6.91 平方千米，位于法国新阿基坦大区多爾多涅省，该省份为法国西南部内陆省份，是法國本土面积第三大的省，大致对应佩里戈尔地区，北起顺时针与夏朗德省、上维埃纳省、科雷兹省、洛特省、洛特-加龙省、吉倫特省和滨海夏朗德省接壤。
与卡尔萨克德居尔松接壤的市镇（或旧市镇、城区）包括：隆沙自由城、圣马丹德居尔松、圣梅阿尔德居尔松、蒙塔佐、蒙佩鲁。

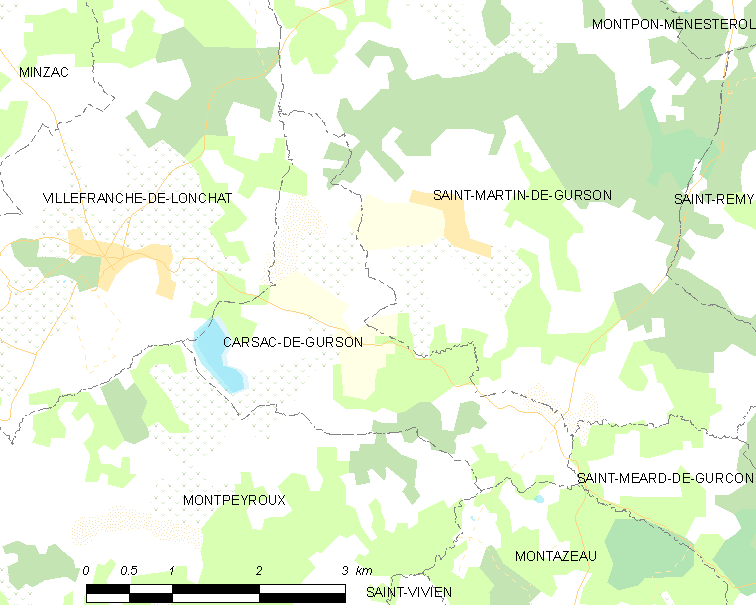
卡尔萨克德居尔松的OSM定位图

卡尔萨克德居尔松的时区为UTC+01:00、UTC+02:00（夏令时）。

## 行政
卡尔萨克德居尔松的邮政编码为24610，INSEE市镇编码为24083。

## 政治
卡尔萨克德居尔松所属的省级选区为蒙泰涅和居尔松地区县。

## 人口

1962-2008年间卡尔萨克德居尔松人口变化图示

卡尔萨克德居尔松于2022年1月1日时的人口数量为212人。